# Chrysosoma rhopaloceras
Chrysosoma rhopaloceras är en tvåvingeart som först beskrevs av Meijere 1913.  Chrysosoma rhopaloceras ingår i släktet Chrysosoma och familjen styltflugor. Inga underarter finns listade i Catalogue of Life.